# Nicole Rosenberger
Nicole Rosenberger Staub (geboren am 29. März 1965 in Zürich) ist eine Schweizer Kommunikationswissenschaftlerin und Professorin für Organisationskommunikation und Management an der Zürcher Hochschule für Angewandte Wissenschaften (ZHAW) in Winterthur.

## Leben
Nicole Rosenberger studierte von 1985 bis 1992 an der Universität Zürich Germanistik, Publizistikwissenschaft und Geschichte der Neuzeit und promovierte 1999 mit der Schrift «Poetik des Ungefügten. Zur Darstellung von Krieg und Verfolgung in Ilse Aichingers Roman». Von 1991 bis 1994 arbeitete sie als PR-Redaktorin und -Beraterin in einer PR-Agentur in Zürich. Von 1995 bis 1996 war sie PR-Beraterin am Universitätsspital Zürich und von 1996 bis 1998 Kommunikationsbeauftragte bei PricewaterhouseCoopers Schweiz (PwC). Von 1999 bis 2005 hatte sie verschiedene Lehraufträge an der Universität Zürich, am Institut für Wirtschaftsinformatik der Hochschule für Wirtschaft Luzern und an der Fachhochschule Solothurn Nordwestschweiz. Seit 2001 ist Nicole Rosenberger Dozentin für Organisationskommunikation und Management an der ZHAW. Von 2003 bis 2011 leitete sie die Weiterbildung des Instituts für Angewandte Medienwissenschaft (IAM). 2011 wurde sie Professorin. Neben der Leitung des Lehrstuhls für Organisationskommunikation und Management ist sie stellvertretende Leiterin des IAM. Sie entwickelte unter anderem den CAS (Certificate of Advanced Studies) Digitale Transformation und Kommunikation und den CAS Leadership mit. In ihrer Forschung befasst sie sich unter anderem mit der Frage, inwiefern sich die digitale Transformation auf die Unternehmenskommunikation auswirkt.

## Forschungsschwerpunkte
- Digitale Transformation und Kommunikation
- Strategisches Kommunikationsmanagement
- Positionierungsmanagement
- Reputations- und Identitätsmanagement
- Organisationskommunikation und Organisationsführung
- Community Communication
- Schreiben für die Organisationskommunikation

### Framework zur Rolle der Unternehmenskommunikation in der digitalen Transformation
Nicole Rosenberger hat 2018 zusammen mit Markus Niederhäuser eine Studie durchgeführt zu Stand, Rollen und Aufgaben der strategischen Kommunikation in der digitalen Transformation und der für Kommunikationsverantwortliche notwendigen Kompetenzen. Die Studie wurde gefördert von IBM Research Lab und HarbourClub, der Vereinigung der Chief Communication Officers der Schweiz. Im Framework zur Rolle der Unternehmenskommunikation in der digitalen Transformation wird die strategische Kommunikation auf drei Ebenen betrachtet: Auf gesellschaftlicher Ebene (Makroebene) ist es Aufgabe der Unternehmenskommunikation, bei externen Stakeholdern Akzeptanz für die digitale Transformation der Organisation herzustellen respektive zu sichern. Auf der Ebene der Organisation (Mesoebene) geht es darum, die digitale Transformation des eigenen Unternehmens zu begleiten und mitzugestalten. Auf der Ebene der Kommunikationsabteilung (Mikroebene) besteht die Aufgabe, digitale Kommunikation und die Transformation der Unternehmenskommunikation zu ermöglichen.

### Identitätsorientiertes Kommunikationsmanagement
Nicole Rosenberger hat im Rahmen ihrer Forschungs- und Lehrtätigkeit zusammen mit Markus Niederhäuser ein transdisziplinäres Modell zur Steuerung und Gestaltung des strategischen Kommunikationsmanagements in Anlehnung an den Corporate-Identity-Ansatz von Birkigt et al. entwickelt. Das transdisziplinär entwickelte Modell fokussiert auf das Zusammenspiel von Unternehmenspolitik, Identität und Reputation sowie auf die Rolle, die der Unternehmenskommunikation dabei zukommt. Reputation verstehen Rosenberger und Niederhäuser als öffentlich verhandelte Bewertung eines Unternehmens bezüglich Kompetenz, Integrität und Attraktivität. Die Kommunikation über das Unternehmen, die in der Kommunikationsarena stattfindet, ist geprägt von den Vorstellungsbildern, welche die verschiedenen Bezugsgruppen, auch jene der Mitarbeitenden, vom Unternehmen haben. Beeinflusst werden diese Images durch Kommunikationsbeiträge anderer Akteure über das Unternehmen, die Branche oder sein Umfeld, aber auch durch direkte Kontakte mit dem Leistungsangebot, den Mitarbeitenden, der Symbolik oder der Kommunikation des Unternehmens. In diesen vier Dimensionen kann sich Identität über Austauschprozesse konstituieren und manifestieren.

## Publikationen (Auswahl)
- mit Markus Niederhäuser. Unternehmensidentität als zentrale Bezugsgrösse für das interne Kommunikationsmanagement. In: Einwiller, Sabine / Sackmann, Sonja / Zerfaß, Ansgar (Hrsg.): Handbuch Mitarbeiterkommunikation. Interne Kommunikation in Unternehmen. Wiesbaden 2020.
- mit Carmen Koch: Ganzheitliche Betrachtung, Vertrauen und Erfahrungsaustausch: Kommunikation mit Hauseigentümern über energetisches Sanieren. Winterthur 2019: ZHAW Zürcher Hochschule für Angewandte Wissenschaften (Working Papers in Applied Linguistics 17).
- mit Markus Niederhäuser: Kommunikation in der digitalen Transformation. Bestandsaufnahme und Entwicklungsbedarf des strategischen Kommunikationsmanagements von Wirtschaftsunternehmen, Verwaltungen und Non-Profit-Organisationen in der Schweiz. Winterthur 2018: ZHAW Zürcher Hochschule für Angewandte Wissenschaften (Working Papers in Applied Linguistics 15).
- mit Ulla Kleinberger: Energiediskurs: Perspektiven auf Sprache und Kommunikation im Kontext der Energiewende. Bern 2017. ISBN 978-3-0343-2582-0.
- mit Stefan Jörissen: Videogestützte Leitfaden-Interviews als Evaluationsinstrument für die Beratung von Schreibenden. In: Brinkschulte, Melanie; Kreitz, David (Hrsg.): Qualitative Methoden in der Schreibforschung. Bielefeld 2017: W. Bertelsmann Verlag (Reihe Theorie und Praxis der Schreibwissenschaft, Band 1), S. 325–341.
- mit Daniel Perrin. Schreiben im Beruf. Wirksame Texte durch effiziente Arbeitstechnik. Berlin 2005, (2. Auflage 2008). ISBN 3-589-23440-7.
- mit Norbert Staub. Prekäre Freiheit: deutschsprachige Autoren im Schweizer Exil. Zürich 2002. ISBN 978-3-0340-0569-2.
- Schreiben für die Republik. Schweizer Literaturgeschichten im Dienste nationaler und wissenschaftlicher Identitätsbildung um 1900. In: Schreiben gegen die Moderne. Beiträge zu einer kritischen Fachgeschichte der Germanistik in der Schweiz. Hg.v. Corina Caduff und Michael Gamper. Zürich: Chronos, S. 191–205. ISBN 978-3-0340-0503-6.
- Ilse Aichinger. In: Kilcher, Andreas (Hg.). Metzler Lexikon der deutsch-jüdischen Literatur : jüdische Autorinnen und Autoren deutscher Sprache von der Aufklärung bis zur Gegenwart. Stuttgart 2000. S. 7–10.
- Kurt Guggenheim. In: Kilcher, Andreas (Hg.). Metzler Lexikon der deutsch-jüdischen Literatur : jüdische Autorinnen und Autoren deutscher Sprache von der Aufklärung bis zur Gegenwart. Stuttgart 2000. S. 190–192.
- Poetik des Ungefügten. Zur Darstellung von Krieg und Verfolgung in Ilse Aichingers Roman. Wien 1998. ISBN 9783700312192.